# Yūka Yano
Yūka Yano (矢野 優花 Yano Yūka?,  Prefectura de Miyazaki, Japón, 6 de enero de 1998) es una actriz japonesa, afiliada a Stardust Promotion. Es conocida por su papel de Fūka Igasaki/Shironinger en la franquicia de Super Sentai.

## Biografía
Yano nació el 6 de enero de 1998 en la prefectura de Miyazaki, Japón. En 2014, ganó el Grand Prix en el 1st Uniforms Women & Men's Contest, el cual fue patrocinado por Conomi. El mismo año, debutó como actriz en In the Classroom of the Day. En 2015, Yano protagonizó su primer papel televisivo en Shuriken Sentai Ninninger como Fūka Igasaki/Shironinger. También ha repetido su papel en varios otros proyectos de la franquicia.

## Filmografía

### Televisión
| Año       | Título                                                                           | Papel                    | Cadena   | Notas                     |
| --------- | -------------------------------------------------------------------------------- | ------------------------ | -------- | ------------------------- |
| 2015–2016 | Shuriken Sentai Ninninger                                                        | Fūka Igasaki/Shironinger | TV Asahi |                           |
| 2015      | Shuriken Sentai Ninninger Vs. Kamen Rider Drive Spring Vacation One-Hour Special | Fūka Igasaki/Shironinger | TV Asahi | Especial                  |
| 2017      | Kasōken no Onna                                                                  | Yuma Aihara              | TV Asahi | Temporada 16, episodio 16 |
| 2017      | Emergency Interrogation Room                                                     | Midori Kubodera          | TV Asahi | 2 episodios               |
| 2017      | Keishichō Kidō Sōsa-tai 216                                                      | Mirei Toda               | TBS      | Invitada                  |

### Películas
| Año  | Título                                                                                   | Papel                    | Notas |
| ---- | ---------------------------------------------------------------------------------------- | ------------------------ | ----- |
| 2015 | Ressha Sentai ToQger vs. Kyoryuger: The Movie                                            | Shironinger (voz)        | Cameo |
| 2015 | Super Hero Taisen GP: Kamen Rider 3                                                      | Fūka Igasaki/Shironinger |       |
| 2015 | Shuriken Sentai Ninninger the Movie: The Dinosaur Lord's Splendid Ninja Scroll!          | Fūka Igasaki/Shironinger |       |
| 2016 | Shuriken Sentai Ninninger vs. ToQger the Movie: Ninja in Wonderland                      | Fūka Igasaki/Shironinger |       |
| 2016 | Come Back! Shuriken Sentai Ninninger: Ninnin Girls vs. Boys FINAL WARS                   | Fūka Igasaki/Shironinger |       |
| 2017 | Doubutsu Sentai Zyuohger vs. Ninninger the Movie: Super Sentai's Message from the Future | Fūka Igasaki/Shironinger |       |
| 2017 | Sagrada Reset                                                                            | Mirai Minami             |       |